# Renfe série S-470
La série 470 est une série de automotrices électriques de la Renfe.

## Origine de la série
Étant donné les bons résultats obtenus par les 440 en service interurbain et régional, il est décidé d'en reconstruire 56 unités pour ce service lorsque la Renfe décide la modernisation de cette série. Elles vont être renumérotées dans la tranche 470.

## Conception
Outre les modifications majeures déjà effectuées sur les 440R, les 470 s'en distinguent par l'aménagement intérieur et par la décoration. Tous les sièges d'origine sont remplacés par de nouveaux modèles en toile de couleur bleu. La capacité diffère suivant les unités, car sur certaines, le nombre de sièges installés dans l'ancienne partie fourgon a pu varier de 4 à 14… La plus grande partie des unités transformées ont au contraire vu cet emplacement fourgon reconverti pour le transport des bicyclettes, avec pose de 12 strapontins. Contrairement aux 440R, les 470 disposent de deux WC installés dans la remorque avec cabine.
Quelque 440R sont encore reconverties en 470 à partir de 2003.